# BALTAN
BALTAN(バルタン)とは、日本のアダルトビデオメーカー、及びその作品シリーズ名である。

## 概要
- 2010年5月にトップ・マーシャルのグループメーカーとして登場した。
- 素人系でありながらフェチにこだわった撮影法で相反するジャンルを見事に融合させている。
- HPには「素人ふぇち撮り」と言うコンセプトが掲げられている。
- 以前は『「なんでこの娘がAVに…？」街中でもたまにしか見かけられない「高嶺の花」達の素の性交を隅々までフェチ撮！』と言うコピーも使われていた。
- 週プレNEWSサイトには「コンセプトは「AV界の新書」。素人系メーカー「BALTAN」がウケる理由」として取り上げられる。

## 特徴
- 最大の特徴は既存のAV作品とは一線を画す独特な長いタイトルワーク。文学的、詩的、マンションポエム、ラノベ、2ch用語、長すぎる、意味が分からない。と賛否両論評溢れ、ネット上で常に話題になっている。
- 出演経験の無い。あるいは少ない。いわゆる企画単体女優を素人として出演させる。BALTAN出演を機に人気女優へと駆け上がる例が多い。
- プレイ内容は普通のセックスを淫靡な雰囲気と、ねっとりとしたカメラワークで「素人ふぇち撮り」というジャンルを確立させる。
- どの作品も規格的な構成で安心して観れる「BALTANスタイル」をタイトルとともに確立。
- 2012年3月には週刊プレイボーイで「進化形素人AVメーカー・BALTAN」見開き特集が組まれスタッフ陣の制作スタイルのインタビューが掲載されている。

## レーベル（シリーズ）
- 性獣少女
- 女性主権
- 淑女の晩餐
- BALTAN福袋
- SPECIAL BALTAN

### 旧レーベル
- Hoppin'(ホッピン) はじめてAVに出演する女の子や人気AV女優の普段の姿を脚本なしでぶっつけ本番で撮るドキュメントレーベル
- amazoness(アマゾネス) 黒ギャル、白ギャル、age嬢、姫ロリ、Bギャル、オネギャルとギャルばかりを出演させたBALTAN看板レーベル。amazoness(アマゾネス)レーベルが人気の為、ギャル系メーカーと間違えられる事も。
- candy(キャンディ) いわゆるブルセラ。まだ幼さが残る少女達が制服や体操着を着たまま…などロリなレーベル。
- diamond(ダイヤモンド) 20代中盤～30代中盤のアラサー人妻を中心にしたレーベル
- emerald(エメラルド) コスプレレーベルであり、水着、メイド、チャイナドレス、ナース服etc…次々と色んなスタイルに着替えさせてのプレイ。
- victoria(ビクトリア) キャリアのお姉さんばかりのレーベル。社長秘書や丸の内OLに居そうな知的な雰囲気の女性がスーツを着こなしての出演。